# Victory Engineering
Victory Engineering was van 2002 tot 2007 een Engels World Series by Renault/Formule BMW ADAC team. In het seizoen van 2007 waren ze actief met drie coureurs, namelijk: Giedo van der Garde, Charlie Kimball in de World Series by Renault en Anthony Comas in de Formule BMW.

## Seizoen 2007
| Coureur       | winst | pole | punten | klassement |
| ------------- | ----- | ---- | ------ | ---------- |
| Van der Garde | -     | -    | 8      | 14         |
| Kimball       | -     | -    | 6      | 16         |
| Team totaal   | -     | -    | 14     | 8          |